# Namak (Torbat-e Džam)
Namak (perz. دریاچه نمک; Darjače-je Namak) je sezonsko slano jezero u Razavi Horasanu na sjeveroistoku Irana, oko 5,0 km od granice s Afganistanom odnosno 35 km istočno od grada Torbat-e Džama čijem okrugu pripada. Smješteno je na nadmorskoj visini od 757 m podno padina planine Tape-je Kal-e Karim (882 m) koja ga okružuje sa sjevera, istoka i juga. Jezero je trapeznog oblika i pruža se duljinom od 2,3 km u smjeru sjeverozapad-jugoistok, dok mu poprečna širina iznosi 1,7 km. Dubine je do 1,0 m, površine do 2,8 km², te maksimalne zapremnine od 1,4 milijuna m³. Vodom se napaja prvenstveno pomoću pritoka sa zapada koji oblikuje prostranu unutrašnju deltu bez oticanja, dok je količina padalina zanemariva s obzirom na prevladavajuću hladnu stepsku klimu (BSk) odnosno relativno malu površinu pripadajuće kotline. Tijekom vrućih ljetnih mjeseci nakupljena voda brzo ishlapi, a ovaj proces pospješuje i izgrađeni nasip na ušću pritoka kojim je voda štedi za poljoprivredu. Unatoč orografskoj izolaciji, Češme-Namak zajedno sa susjednim Češme-Namakom (4,0 km južno) u širem hidrogeološkom smislu pripada porječju Hariruda odnosno slijevu Karakuma. Između dvaju jezera proteže se dolina rijeke Džam-Rud, izravnog pritoka Hariruda. Iako obale Namaka nisu naseljene, na sjevernom dijelu kotline nalazi se desetak naseljenih oaza.

## Poveznice
- Zemljopis Irana
- Popis iranskih jezera